# Пандоравірус
Пандоравірус (Pandoravirus) — рід гігантських вірусів з найбільшими геномом, що відомий для будь-якого вірусу.
На даний момент описано два види пандоравіруса — Pandoravirus salinus і Pandoravirus dulcis з різними ареалом проживання — один вид — в Тихому океані біля гирла річки на чилійському узбережжі, другий — у прісноводому ставку в Австралії, біля Мельбурну.

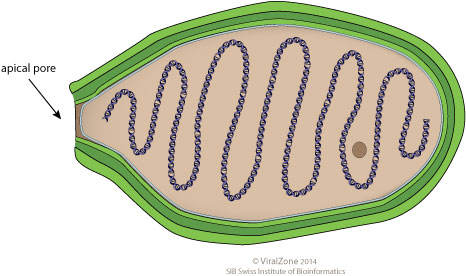
Віріон пандоравірісу

Розмір цих вірусів близько 1 мкм, що вдвічі перевищує розміри Mimivirus і Megavirus. Звичайні ж віруси мають розмір від 10 до 100 нанометрів, тобто в 10-100 разів менше. Розмір геному Pandoraviru dulcis близько 1,9 млн послідовних пар, Pandoravirus salinus близько 2,5 млн послідовних пар.
Обидва віруси є паразитами амеб роду Acanthamoeba.
Близько 93 % генів нового вірусу не мають схожості з відомими послідовностями інших організмів. Філогенічна схожість з іншими вірусами також не було виявлена.
Так як пандоравірус вражає тільки певний вид амеб, вчені припускають, що для людського організму він не небезпечний.